# Opoku Ampomah
Opoku Ampomah (Ghana, 2 de enero de 1996) es un futbolista ghanés. Juega de mediocampista y su equipo es el Forge F. C. de la Canadian Premier League.

## Selección nacional
Ha sido internacional con la selección de Ghana en cuatro ocasiones.

## Clubes
| Club                         | País     | Año       |
| ---------------------------- | -------- | --------- |
| Waasland-Beveren             | Bélgica  | 2016-2019 |
| Fortuna Düsseldorf           | Alemania | 2019-2023 |
| Royal Antwerp F. C. (cedido) | Bélgica  | 2020-2022 |
| Forge F. C.                  | Canadá   | 2024-     |